# Marsaxlokk Football Club
El Marsaxlokk FC es un club de fútbol de Malta de la ciudad de Marsaxlokk. Fue fundado en 1949 y juega en la Premier League de Malta.

## Historia
El club fue fundado el 3 de noviembre de 1949 con el nombre inicial de Marsaxlokk White Stars FC, adoptando el actual en 1965. En sus cuatro primeras décadas de vida el club militó entre la Third y la Second Division (cuarta y tercera categoría de la liga maltesa respectivamente).
La temporada 1999/00 el club ascendió por primera vez a la First Division (segunda categoría), donde militó dos años hasta dar el salto definitivo a la élite, la Premier League. 
La temporada 2002/03 debuta en la Premier con un destacado papel y consigue clasificarse para los play-off por el título. Para la siguiente temporada se refuerza con los internacionales malteses David Carabott, David Camilleri y Malcolm Licari, así como el internacional Lituano Donatas Vencevičius. Ese año finaliza como subcampeón de Copa (tras perder la final ante el Sliema Wanderers FC) y de Liga, obteniendo por primera vez en su historia la clasificación para una competición europea. Sin embargo, en su debut en la Copa de la UEFA de la siguiente temporada, caería eliminado en primera ronda por el NK Primorje esloveno. 
La temporada 2006/07 el Marsaxlokk conquista su primer título de liga, lo que le permite debutar la siguiente campaña en la Liga de Campeones de la UEFA.

## Uniforme
- Uniforme titular: Camiseta amarilla, pantalón azul, medias amarillas.
- Uniforme alternativo: Camiseta blanco, pantalón azul, medias blancas.

## Entrenadores
- Tarcisio Azzopardi (1994-1995)
- Jimmy Briffa (1995-1996)
- Charles Cassar (1996-1997)
- John B Darmanin (1997)
- Louis Cutajar (1997-2000)
- Michael Degiorgio (2000-2001)
- Albert Vella (2001-2002)
- Joseph John Aquilina (2002-2003)
- Robert Sollars (2003-2004)
- Atanas Marinov (2004-2005)[2][3]
- Ray Farrugia (2005-2006)[4]
- Brian Talbot (2006-2008)[5][6]
- Patrick Curmi (2008-2011)[6]
- David Carabott (2011)
- Winston Muscat (2011)[7]
- Anthony Cremona (2011-2012)[8]
- Louis Cutajar (2012-2013)
- Alfred Attard (2013)
- Joe Desira (2013-2014)

## Palmarés

### Torneos nacionales
- Premier League de Malta (1): 2007
- Primera División de Malta (2): 2002, 2010
- Tercera División de Malta (2): 1971, 2016

## Participación en competiciones de la UEFA
| Temporada | Torneo                 | Ronda             | Club                | Resultado |
| --------- | ---------------------- | ----------------- | ------------------- | --------- |
| 2004–05   | UEFA Cup               | 1° Clasificatoria | NK Primorje         | 0–1, 0–2  |
| 2006      | UEFA Intertoto Cup     | 1                 | HŠK Zrinjski Mostar | 1–1, 0–3  |
| 2007–08   | UEFA Champions League  | 1° Clasificatoria | FK Sarajevo         | 0–6, 1–3  |
| 2008–09   | UEFA Cup               | 1° Clasificatoria | NK Slaven Belupo    | 0–4, 0–4  |
| 2024-25   | UEFA Conference League | 1° Clasificatoria | KF Partizani        | 1-2, 1-1  |